# AOPA-Germany

Logo der AOPA-Germany

Die AOPA-Germany – Verband der Allgemeinen Luftfahrt e. V. mit Sitz am Flugplatz Frankfurt-Egelsbach ist die deutsche Vertretung der Aircraft Owners and Pilots Association und gehört der IAOPA, dem internationalen Dachverband, an.
Der Verein versteht sich als politische Interessenvertretung von etwa 18.000 Privat- und Berufspiloten in Deutschland. Aktivitäten richten sich etwa gegen die Zuverlässigkeitsüberprüfungen von Piloten gemäß § 7 des Luftsicherheitsgesetzes oder unterstützen Flugplätze beim Protest gegen ihre drohende Schließung.
Präsident ist der international renommierte Luftrechtler Elmar Giemulla aus Berlin, Geschäftsführer ist Michael Erb. Auf europäischer Ebene arbeitet der Verein eng mit der EASA zusammen und ist in das EU-Projekt SESAR involviert, das Grundlagen für ein neues Flugsicherungssystem erforscht.
Der Verein informiert seine Mitglieder regelmäßig über aktuelle Themen aus dem Bereich der Allgemeinen Luftfahrt und gibt individuelle Hilfestellung bei rechtlichen Problemen. Er bietet fliegerische Weiterbildungen in Form von Trainingscamps, Flugsicherheitskursen und Refresherseminaren an.
Die AOPA Germany wurde 1964 gegründet. Die AOPA Germany vertritt in Deutschland die Interessen von rund 4.800 Mitgliedern, dazu zählen Privat- und Berufspiloten, Unternehmen, Luftfahrtvereine und Flugschulen. 